# アイドル動鑑
『アイドル動鑑』（アイドルどうかん）は、2011年3月6日から3月27日までBSフジで毎週日曜日25:00 - 25:30（JST）に放送されたバラエティ番組。全4回。

## 概要
グラビアアイドル（グラドル）、声優アイドル（こえドル）、メイドアイドル（もえドル）の卵たちが人気アイドルを目指して奮闘するバラエティ。
毎回、アイドル10名がジャンル別で出演。持ち時間60秒を使った自己PRや、天の声と呼ばれるナレーションの指示に従い「総集編」でのPRタイム（2分間）獲得をかけて各ジャンルに沿った企画で対決する。
期間限定番組ということもあり番組用セットは無く白ホリゾントスタジオにひな壇（5人×2段）のみの非常に簡素な画となっている。
番組開始時からスマートフォンやタブレットPCといったスマートデバイス向け動画配信アプリ「FINDOGA」（ファインドーガ）上で未公開映像をストリーミング配信。

## 出演
上段（座り前列）・下段（後列）。画面左から順に。

### グラドル篇
3月6日放送。全員水着で出演。
| - 伊藤れいこ - りりあん | - 高橋亜由美 - 平塚奈菜 | - 鈴木ふみ奈 - 山城理恵 | - 真知りさ - 丸山えり | - 原愛実 - 望月かおり |

### 萌えドル篇
3月20日放送。全員コスプレで出演。
| - モカ - 鮑姫 | - 今田なお - まかべまお | - せ〜こ - 秋元結衣 | - もな助（藤岡螢） - このりすみれ | - 神崎凛 - うさぎのなみ平 |

### 声ドル篇
3月27日放送。
| - 堀有里 - 内田愛美 | - 篠舞衣 - 阿部玲子 | - 三上枝織 - 阿久津加菜 | - 照井春佳 - 松嵜麗 | - 山本彩乃 - 井澤詩織 |

### 総集篇
3月27日放送。
- 前3回のダイジェスト（全員登場）とコーナー企画優勝者たちのPR映像。

## コーナー
K-POPアイドルにSEXYを学べ! 腰フリ万歩計クイズ
各ジャンルに関するクイズを出題。全員立って音楽（KARA「ミスター」）が流れている30秒間腰を振り続ける。音楽終了時、腰につけた万歩計の数字が多い順に回答権を得られる。正解したら1ポイント。3名勝ち抜き、敗者はその場で出演終了。1問ごとに数字はリセット。決勝進出者は以下の通り。
- グラドル篇 - 平塚、丸山、伊藤
- 萌えドル篇 - モカ、鮑姫、このり

### グラドル篇
SEXYな美脚を見せつけろ!　開脚・テープカットクイズ
グラビアクイーンに必須の知性を問う一般常識クイズ。参加者は横並びで椅子に座り太腿の間に番組特製開脚判定機（紙テープ）をセットして両手を頭の後ろに組み待機。早押しならぬ早切り、つまり開脚でテープカットして回答権を獲得。判定には足元のカメラによるスーパースローVTRが使われる。1問1ポイント。
結果：最終問題を前に伊藤が1ポイント以上リード。そこでバラエティのお約束で最終問題を3ポイントに設定。平塚が正解して同率1位の伊藤とジャンケン決勝。伊藤が優勝するが、負けた2人がゴネ出したのに押されてPR枠を切り売り、伊藤1分20秒、平塚35秒、丸山5秒となった。

### 萌えドル篇
あるハズの無いモノをあると思い込め! 空気イスクイズ!
萌えに必須の想像力を伴う記述式アニメクイズ。回答用紙に答えを3つ以上記入、回答時間は空気椅子の姿勢を保つことがルール。正解2ポイント。
結果：モカ、鮑姫が同率首位で迎えた最終問題は例によって一発逆転可能な高ポイントに変更されたが、モカがあっさり正解して優勝。

### 声ドル篇
目指せ声優アイドル 常識&演技力クイズ
一般常識クイズ。ただし問題には「○○風に答えなさい」という指示が付く（例：ツンデレ風、真矢みきっぽく等）。挙手をして指名された人はマイク前に出てきて、その指示に従って回答。答えが合っていても演技力がなければポイントは与えられない。正解2ポイント。採点は天の声の個人的な感覚に拠る。
結果：三上が優勝。後日、“動画配信サービスのお知らせ”のナレーションを担当。その模様も紹介された。

## スタッフ
- 天の声：大岩Larry正志（ONE MAN SHOW）
- ナレーション：三上枝織
- 企画：朝倉雅彦（博報堂DYMP）
- 構成：加藤淳一郎、小堀裕也
- 協力：千代田ビデオ、ビデオ・パック・ニッポン
- 編成：伊藤章弘（BSフジ）
- AD：光村健一
- ディレクター：神作大介、横堀健悟
- プロデューサー：清水準一
- 制作協力：JCTV
- 制作：BSフジ